# Gimmersdorf
Gimmersdorf ist ein Teil der Gemeinde Wachtberg im Rhein-Sieg-Kreis in Nordrhein-Westfalen. Der Ortsteil hat 854 Einwohner.

## Geschichte
Landesherrlich gehörte die Ortschaft bis Ende des 18. Jahrhunderts als Teil der Burggrafschaft Drachenfels zum Kurfürstentum Köln.
Gimmersdorf als Ort wurde erstmals am 2. Januar 970 erwähnt. Der Erzbischof Gero von Köln verschenkte damals den Landkomplex Ingermarestorp an das Kloster Gerresheim. Dieser Name wechselte in der Folgezeit noch mehrmals. Im 9. Jahrhundert ließ die adelige Dame Gerhilde als „Gerhilde Matrona“ in Oberbachem, einem benachbarten Ort, eine Holzkirche errichten. Nachfahren der Gerhilde lassen sich in Gimmersdorf bis 1268 verfolgen. Gimmersdorf gehörte zum Kranz der sogenannten Oberbachemer Ausbausiedlungen. Der Name Gerhilde könnte auf den späteren Namen Germarestorp, auch Germersthor oder Germanestorp, (1163) hindeuten. Wahrscheinlicher ist jedoch, dass der Name auf einen Siedler der Gründerzeit (Dorf des Germar) zurückgeht. Als der Kanoniker Alexander v. Manderscheid 1283 sein Gut in Gimmersdorf der Abtei Siegburg übertrug, hieß es Girmirstorp (1331), dann Girmerstorp, bis daraus Gimmersdorf wurde. 1670 umfasste Gimmersdorf 19 Häuser. Das älteste Gebäude in Gimmersdorf stammt aus dem Jahr 1611. Weitere interessante Details über Gimmersdorf sind der Dorfchronik „Von Ingermarestorp zu Gimmersdorf“ zu entnehmen. Eine grundlegende Aufarbeitung der Historie Gimmersdorfs, einschließlich der ersten historischen Urkunde aus dem Ersterwähnungsjahr 970 (2. Januar 970) wurde vom Heimatverein Gimmersdorf Aktiv e. V. 2022 veröffentlicht.
Am 1. August 1969 wurde die bis dahin eigenständige Gemeinde Gimmersdorf mit einer Fläche von ca. 262 ha nach Wachtberg, das im Zuge der kommunalen Neugliederung des Landes Nordrhein-Westfalen zum gleichen Datum neu entstanden ist, eingemeindet.
1989 wurde die St.-Josef-Kapelle mit der 275-Jahr-Feier geehrt. Anlässlich dieses Ereignisses wurde eine Festschrift mit vielen kirchenrelevanten Details veröffentlicht.  Weitere Details über die Gimmersdorfer Kapelle, u. a. über die Glocke „Maria Magdalena“, sind in der Veröffentlichung „Kirchen und Kapellen in der Gemeinde Wachtberg“ enthalten.
2016 beschloss der Gemeinderat Wachtberg für den Ortsteil Gimmersdorf ein Dorfinnenentwicklungskonzept (DIEK), das durch das Institut für Regionalmanagement unter Beteiligung der Bürger und der örtlichen Vereine erstellt worden war. Kerngedanke ist die verkehrsberuhigte Gestaltung des Dorfes, verbunden mit der Etablierung neuer, gesellschaftlicher Funktionen. Nachdem die Ortsumgehung Gimmersdorf im August 2019 fertiggestellt wurde, werden nach dem Umsetzungsplan der Dorfsaal und anschließend der gegenüberliegende Dorfplatz umgestaltet.
Parallel wird die Verbindungsstraße zum Wachtberger Ortsteil Berkum als reine Fahrradstraße umgebaut.

Gimmersdorf – Ansichten
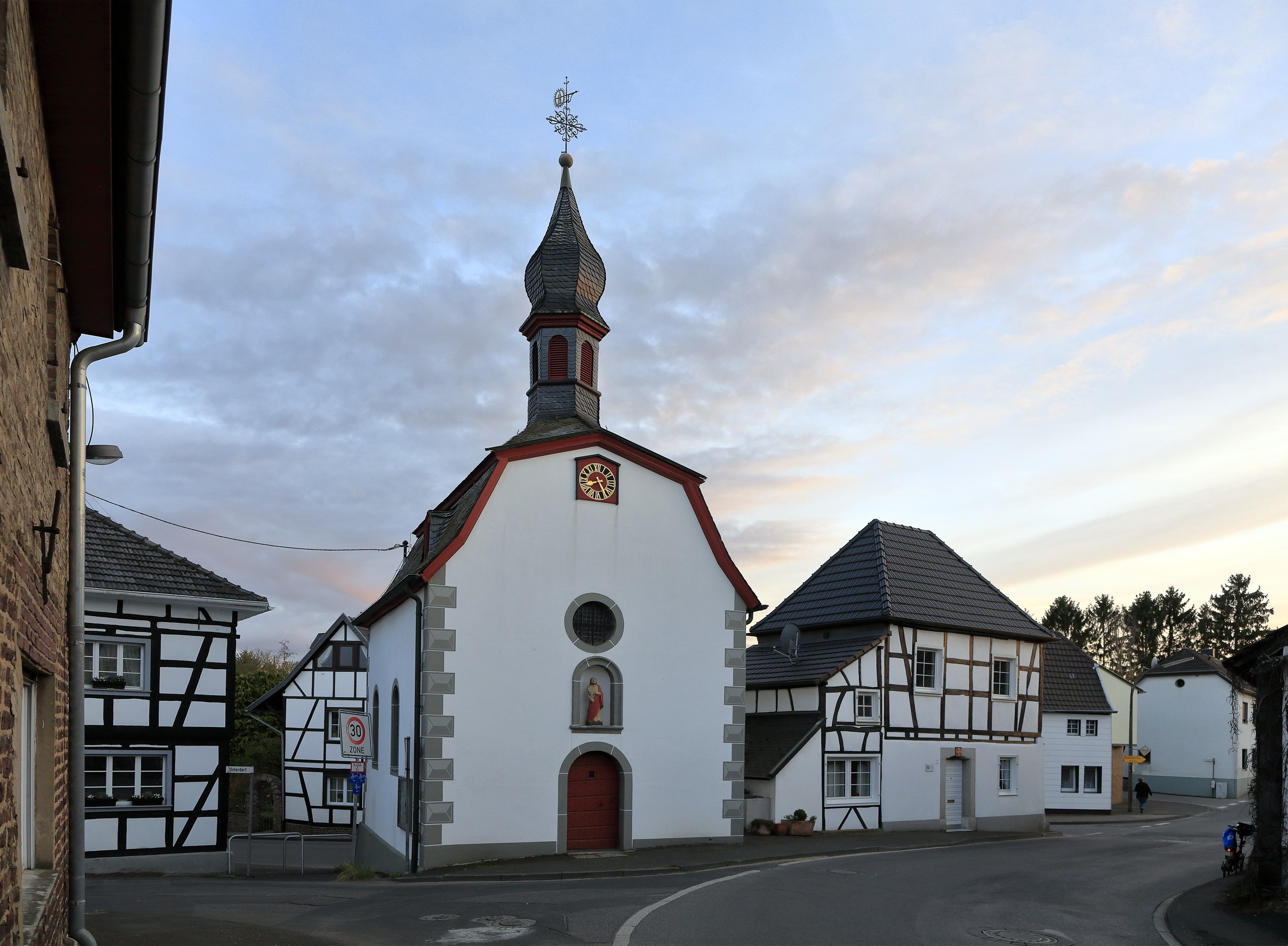
St.-Josef-Kapelle
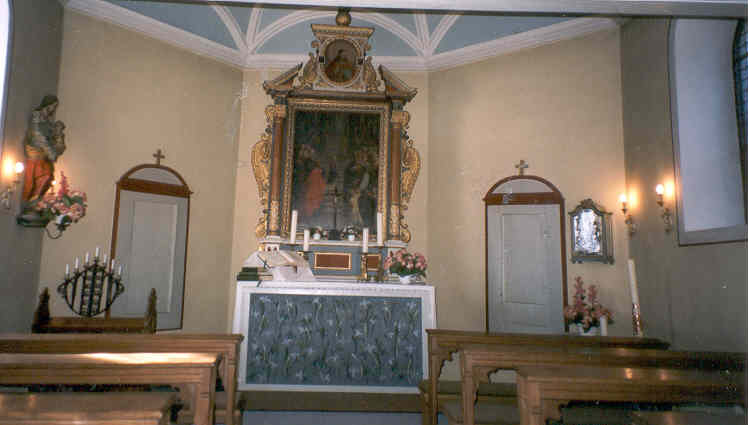
Innenansicht der Kapelle
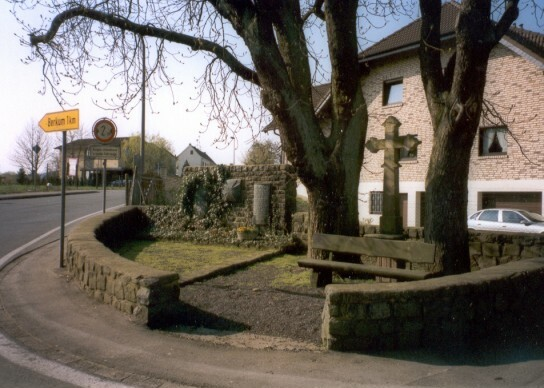
Ehrenmal
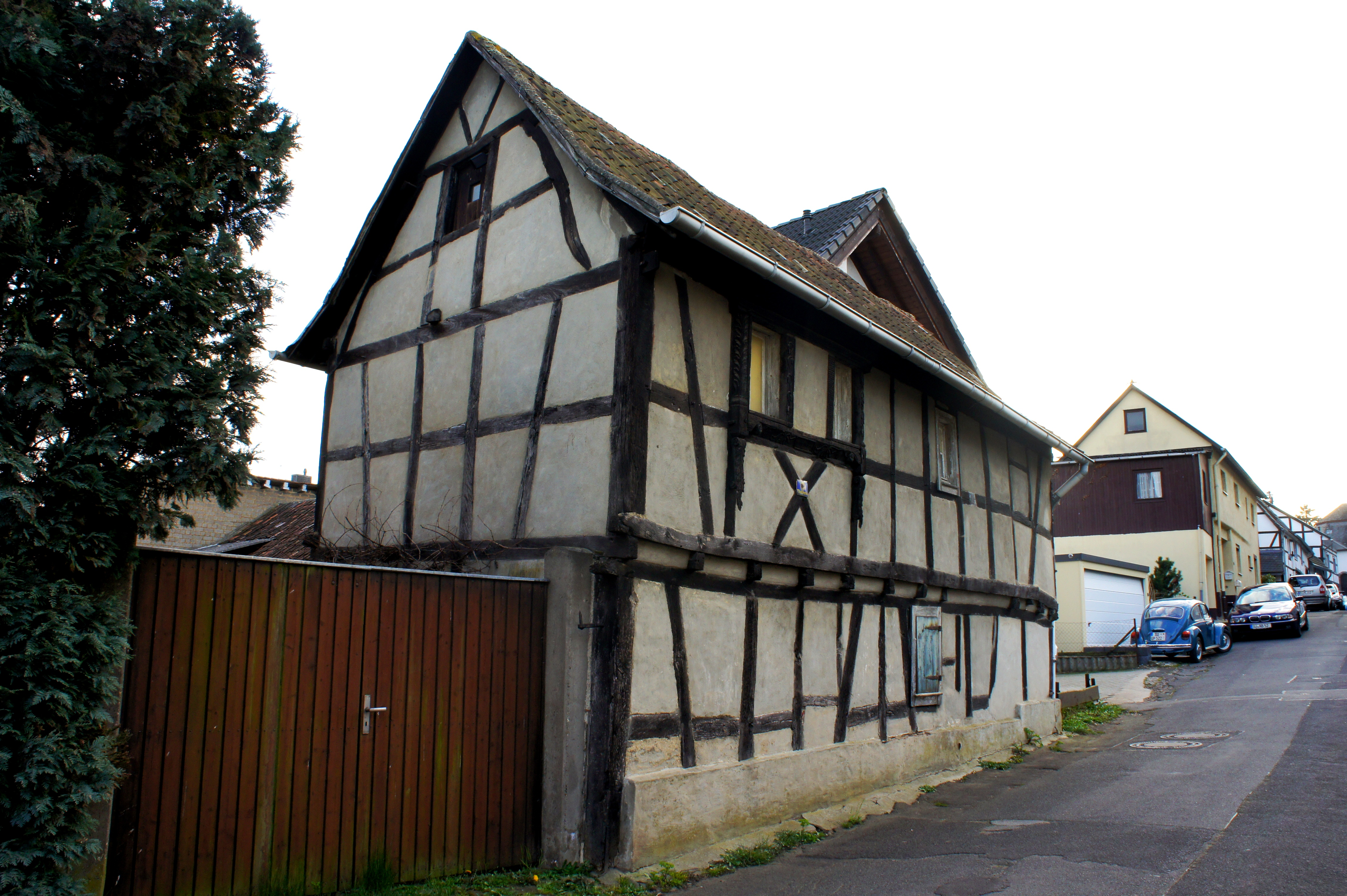
Das älteste Gebäude aus dem Jahr 1611